# Auri sacra fames
Auri sacra fames — Злата проклята спрага. Латинська крилата фраза, вперше зустрічається в поемі  Вергілія «Енеїда».

## Джерело

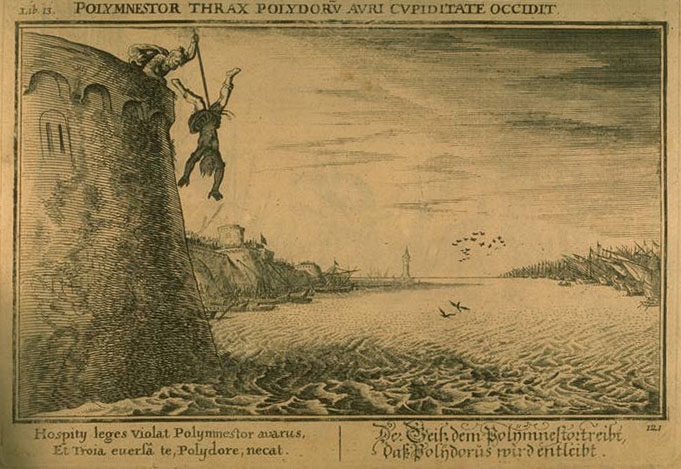
Поліместор вбиває Полідора

«Енеїда», III, 49-57. У тексті йдеться про долю злощасного царевича Полідора, якого його батько Пріам послав зі скарбами Трої до  фракійського правителя Поліместора. Однак той дізнавшись, що Троя зруйнована, вбив Полідора і привласнив все золото.

## Перше цитування
Вперше цю фразу було процитовано вже  Сенекою у формі Quod non mortalia pectora coges, auri sacra fames.